# العامرة (النواحي)
العامرة هو دُوَّار يقع بجماعة أبطيح، إقليم طانطان، جهة كلميم واد نون في المملكة المغربية. ينتمي الدوّار لمشيخة النواحي التي تضم 12 دوار. يقدر عدد سكانه بـ 8 نسمة حسب الإحصاء الرسمي للسكان والسكنى لسنة 2004.

## روابط خارجية
- البوابة الوطنية للجماعات الترابية
- المندوبية السامية للتخطيط